# Isnapur
Isnapur è una suddivisione dell'India, classificata come census town, di 7.564 abitanti, situata nel distretto di Medak, nello stato federato del Telangana. In base al numero di abitanti la città rientra nella classe V (da 5.000 a 9.999 persone).

## Società

### Evoluzione demografica
Al censimento del 2001 la popolazione di Isnapur assommava a 7.564 persone, delle quali 4.043 maschi e 3.521 femmine. I bambini di età inferiore o uguale ai sei anni assommavano a 1.124, dei quali 555 maschi e 569 femmine. Infine, coloro che erano in grado di saper almeno leggere e scrivere erano 4.492, dei quali 2.768 maschi e 1.724 femmine.